# Estrangeiro
Estrangeiro est un album de Caetano Veloso sorti en 1989. L'album est produit par Peter Scherer (en) et Arto Lindsay et a été enregistré à New York,

## Musiciens
- Caetano Veloso : voix, violon
- Peter Sherer :	claviers
- Arto Lindsay : 	guitare
- Toni Costa  :    guitare
- Marc Ribot  :    guitare
- Tavinho Fialho:   basse
- Cesinha  :    batterie
- Carlinhos Brown:  percussions

## Morceaux
1. O estrangeiro
2. Rai das cores
3. Branquinha
4. Os outros romanticos
5. Jasper
6. Este amor
7. Outro retrato
8. Etc.
9. Meia lua
10. Genipapo absoluto